# VM i fodbold 2010 - Gruppe D
Denne artikel beskriver resultaterne i gruppe D i VM i fodbold 2010. Kampene i gruppe D blev spillet mellem 13. og 23. juni 2010. Gruppen bestod af Tyskland, Australien, Serbien og Ghana. Tyskland, som på daværende tidspunkt deltog som Vesttyskland, var i samme gruppe som Australien i 1974. Dengang slog Tyskland Australien 3-0 og gik videre til anden runde.
På FIFA-ranglisten umiddelbart inden indledingen på slutrunden var Tyskland rangeret på 5. pladsen, Serbien på 13. pladsen, Australien på 23. pladsen og Ghana på 28. pladsen. Gruppens gennemsnitlige placering var 17,25. pladsen. Hvis man ser bort fra det lavest rangerede hold Ghana, var den gennemsnitlige placering 13,6. pladsen. Sammen med gruppe G blev gruppe D anset for at være "Dødens gruppe".[kilde mangler]
Vinderen af denne gruppe blev Tyskland, der gik videre til et møde med nr. 2 i gruppe C, som blev England. Andenpladsen i denne gruppe gik til Ghana, der gik videre til et møde med vinderen af gruppe C, som blev USA.

Tabelforklaring:
- K = Antal kampe spillet
- V = Antal sejre
- U = Antal uafgjorte
- T = Antal tab
- + / − = Antal mål scoret og sluppet ind
- MF = Målforskel

Holdene på første- og andenpladsen (mærket med grøn) kvalificerede sig til slutspillet.
| Hold       | Point | K | V | U | T | + | – | MF |
| ---------- | ----- | - | - | - | - | - | - | -- |
| Tyskland   | 6     | 3 | 2 | 0 | 1 | 5 | 1 | +4 |
| Ghana      | 4     | 3 | 1 | 1 | 1 | 2 | 2 | 0  |
| Australien | 4     | 3 | 1 | 1 | 1 | 3 | 6 | -3 |
| Serbien    | 3     | 3 | 1 | 0 | 2 | 2 | 3 | -1 |

Alle tider er lokale (UTC+2)

## Serbien – Ghana
13. juni 2010 – 16:00

Loftus Versfeld Stadium, Pretoria
Tilskuere:  38.833
| Serbien | 0–1   | Ghana                  |
|         | (0–0) | Asamoah Gyan 85' (str) |
|         |       |                        |

- Dommer: Hector Baldassi (Argentina)
- Assistentdommere: Ricardo Casas og Hernan Maidana (Argentina)
- 4. dommer: Subkhiddin Mohd Salleh (Malaysia)
- 5. dommer: Jeffrey Gek Peng (Singapore)

## Tyskland – Australien
13. juni 2010 – 20:30

Moses Mabhida Stadium, Durban
Tilskuere:  62.660
| Tyskland                                                               | 4–0   | Australien |
| Lukas Podolski 8' · Miroslav Klose 26' · Thomas Müller 68' · Cacau 70' | (2–0) |            |
|                                                                        |       |            |

- Dommer: Marco Rodriguez (Mexico)
- Assistentdommere: Jose Luis Camargo og Alberto Morin (Mexico)
- 4. dommer: Martin Hansson (Tyskland)
- 5. dommer: Henrik Andrén (Sverige)

## Tyskland – Serbien
18. juni 2010 – 13:30

Nelson Mandela Bay Stadium, Port Elizabeth
Tilskuere:  38.294
| Tyskland | 0–1                                                       | Serbien             |
|          | (0–1) Rapport Arkiveret 21. juni 2010 hos Wayback Machine | Milan Jovanović 38' |
|          |                                                           |                     |

- Dommer: Alberto Mundiano Mallenco (Spanien)
- Assistentdommere: Fermín Martínez og Juan Carlos Yuste Jiménez (Spanien)
- 4. dommer: Martín Vázquez (Uruguay)
- 5. dommer: Carlos Pastorino (Uruguay)

## Ghana – Australien
19. juni 2010 – 16:00

Royal Bafokeng Stadium, Rustenburg
Tilskuere:   34.812
| Ghana                   | 1–1                                                       | Australien       |
| Asamoah Gyan 25' (str.) | (1–1) Rapport Arkiveret 22. juni 2010 hos Wayback Machine | Brett Holman 11' |
|                         |                                                           |                  |

- Dommer: Roberto Rosetti (Italien)
- Assistentdommere: Paolo Calcagno og Stefano Ayroldi (Italien)
- 4. dommer: Carlos Eugênio Simon (Brasilien)
- 5. dommer: Altemir Hausmann (Brasilien)

## Ghana – Tyskland
23. juni 2010 – 20:30

Soccer City, Johannesburg
Tilskuere:  83.391
| Ghana | 0–1                                                       | Tyskland       |
|       | (0–0) Rapport Arkiveret 26. juni 2010 hos Wayback Machine | Mesut Özil 60' |
|       |                                                           |                |

- Dommer: Carlos Eugênio Simon (Brasilien)
- Assistentdommere: Altemir Hausmann og Roberto Braatz (Brasilien)
- 4. dommer: Martín Vázquez (Uruguay)
- 5. dommer: Carlos Pastorino (Uruguay)

## Australien – Serbien
23. juni 2010 – 20:30

Mbombela Stadium, Nelspruit
Tilskuere:  37.836
| Australien                        | 2–1                                                       | Serbien            |
| Tim Cahill 69' · Brett Holman 73' | (0–0) Rapport Arkiveret 26. juni 2010 hos Wayback Machine | Marko Pantelić 84' |
|                                   |                                                           |                    |

- Dommer: Jorge Larrionda (Uruguay)
- Assistentdommere: Pablo Fandino og Mauricio Espinosa (Uruguay)
- 4. dommer: Carlos Batres (Guatemala)
- 5. dommer: Leonel Leal (Costa Rica)